# Rise Above This
Rise Above This — песня южноафриканской постгранж-группы Seether. Считается вторым по счёту синглом альбома «Finding Beauty In Negative Spaces», также является шестым по счёту треком в альбоме. Считается одной из самых популярных песен группы.

## Смысл песни
Как заявлял фронтмен и вокалист группы Шон Морган эта песня о его покойном брате Юджине, песня была записана до того как он решил совершить самоубийство.
Изначально песня была записана для того, чтобы вывести Юджина из депрессии, но после произошедшего события песня приобрела новый смысл, что показывается в клипе. Там показан парень, который смотрит на фото своей семьи, и после этого прыгает с крыши. Как можно предположить, таким образом они изобразили Юджина.
Режиссёром клипа стал Тони Петросян, который также являлся режиссёром сингла «Fake It» с того же альбома что и Rise Above This.